# بوژور هالماجانو
بوژور هالماجانو (انگلیسی: Bujor Hălmăgeanu; ۱۴ فوریهٔ ۱۹۴۱ – ۲۳ نوامبر ۲۰۱۸) بازیکن و مربی فوتبال اهل رومانی بود.
از باشگاه‌هایی که در آن بازی کرده‌است می‌توان به باشگاه فوتبال پترولول پلویشت و باشگاه فوتبال استوا بخارست اشاره کرد.
وی همچنین در تیم ملی فوتبال رومانی بازی کرده‌است.